# Жан I (герцог Лотарингии)
Жан I (фр. Jean Ier de Lorraine; февраль 1346 — 23 сентября 1390) — герцог Лотарингии с 1346 года, сын Рауля I и Марии де Шатильон.

## Биография
Жану было 6 месяцев, когда его отец погиб в битве при Креси. До 1353 года регентами при нём были его мать и граф Эберхард II Вюртембергский.
В декабре 1353 года во время пребывания в Лотарингии императора Карла IV Люксембургского Жан принес ему оммаж за герцогство, а тот назначил его «генеральным лейтенантом империи в Мозельской области».
В 1356 и 1365 годах Жан вместе с рыцарями Тевтонского ордена участвовал в крестовых походах против литовцев. На стороне французского короля участвовал в битве при Пуатье (1356 год), помогал дофину Карлу подавить восстание парижан.
В 1364 году отправился в Бретань помочь своему дяде Карлу де Блуа в его борьбе с Жаном IV де Монфором. Война за бретонское наследство закончилась битвой при Орэ 29 сентября 1364 года: Карл де Блуа был убит, Жан Лотарингский и Бертран Дюгеклен попали в плен.
В последующем участвовал в войне за освобождение французских территорий, захваченных англичанами.
В конце своего правления сблизился с герцогом Бургундии Филиппом Смелым.

## Семья
Жан Лотарингский в 1361 году женился на Софии Вюртембергской (1343—1369), дочери графа Эберхарда II и Елизаветы фон Хеннеберг. Дети:
- Карл II (1364—1431), герцог Лотарингии
- Ферри I (1371—1415), граф Водемон
- Изабелла, с 1381 замужем за Ангераном VII, сиром де Куси (ум. 1397)